# Combrit
Combrit település Franciaországban, Finistère megyében. Lakosainak száma 4271 fő (2022. január 1.). Combrit Tréméoc, Île-Tudy, Plomelin, Pluguffan és Pont-l’Abbé községekkel határos.

## Népesség
A település népességének változása:
| Lakosok száma | 2233 | 2495 | 2673 | 3394 | 3826 | 4011 | 4092 | 4187 | 4236 | 4271 |
|               | 1968 | 1982 | 1990 | 2006 | 2013 | 2015 | 2017 | 2019 | 2020 | 2022 |